# Маркушівська сільська рада (Бердичівський район)
Маркушівська сільська рада — колишня адміністративно-територіальна одиниця та орган місцевого самоврядування у Махнівському (Бердичівському) і Бердичівському районах, Бердичівській міській раді Бердичівської округи, Вінницької й Житомирської областей Української РСР та України з адміністративним центром у с. Маркуші.

## Населені пункти
Сільській раді були підпорядковані населені пункти:
- с. Маркуші
- с. Обухівка

## Населення
Відповідно до перепису населення СРСР, станом на 17 грудня 1926 року, чисельність населення ради становила 1 453 особи, з них, за статтю: чоловіків — 707, жінок — 746; етнічний склад: українців — 1 422, росіян — 3, євреїв — 7, поляків — 14, чехів — 7. Кількість господарств — 319, з них, несільського типу — 7.
Відповідно до результатів перепису населення СРСР, кількість населення ради, станом на 12 січня 1989 року, становила 1 052 особи.
Станом на 5 грудня 2001 року, відповідно до перепису населення України, кількість мешканців сільської ради становила 957 осіб.

### Мова
Розподіл населення за рідною мовою за даними перепису 2001 року:
| Мова       | Відсоток |
| ---------- | -------- |
| українська | 99,48 %  |
| російська  | 0,42 %   |
| німецька   | 0,10 %   |

## Склад ради
Рада складалась з 15 депутатів та голови.

### Керівний склад сільської ради
| ПІБ                         | Основні відомості                                                             | Дата обрання | Дата звільнення |
| --------------------------- | ----------------------------------------------------------------------------- | ------------ | --------------- |
| Карпов Олександр Степанович | Сільський голова , 1951 року народження, освіта, безпартійний                 | 26.03.2006   | 31.10.2010      |
| Карпов Олександр Степанович | Сільський голова, 1951 року народження, освіта середня загальна, безпартійний | 31.10.2010   |                 |

Примітка: таблиця складена за даними джерела

## Історія
Створена 1923 року в с. Маркуші Бистрицької волості Бердичівського повіту Київської губернії. Станом на 15 червня 1926 року на обліку значилися призавгосп Маркушівський та сільгоспколективи «Воля», «Зоря» та «Сіяч».
Станом на 1 вересня 1946 року сільська рада входила до складу Бердичівського району Житомирської області, на обліку в раді перебувало с. Маркуші.
11 серпня 1954 року, відповідно до указу Президії Верховної ради Української РСР «Про укрупнення сільських рад по Житомирській області», до складу ради включено с. Обухівка Обухівської сільської ради Бердичівського району.
На 1 січня 1972 року сільська рада входила до складу Бердичівського району Житомирської області, на обліку в раді перебували села Маркуші та Обухівка.
Ліквідована 2018 року в зв'язку з об'єднанням до складу Райгородоцької сільської територіальної громади Бердичівського району Житомирської області.
Входила до складу Махнівського (Бердичівського, 7.03.1923 р.), Бердичівського (17.06.1925 р., 28.06.1939 р.) районів та Бердичівської міської ради (15.09.1930 р.).